# Genaro Bermúdez
Genaro Bermúdez Martínez (Ciudad de México; 3 de septiembre de 1950-?; 11 de enero de 1987) fue un futbolista mexicano que jugaba de defensa. Jugó para Pumas de la UNAM durante la década de 1970, ganando la Copa y Campeón de Campeones de 1975 y el Campeonato Nacional en 1977.

## Selección nacional
Entre 1971 y 1973 fue un habitual de la selección mexicana, para la cual jugó por primera vez en un viaje a Europa en septiembre de 1971.

### Participaciones en Campeonatos Concacaf
| Copa                                          | Sede              | Resultado     | Part. | Goles |
| --------------------------------------------- | ----------------- | ------------- | ----- | ----- |
| Campeonato de Naciones de la Concacaf de 1971 | Trinidad y Tobago | Campeón       | 5     | 0     |
| Campeonato de Naciones de la Concacaf de 1973 | Haití             | Tercer puesto | 4     | 0     |

### Partidos internacionales
| \| N.º \| Fecha \| Ciudad \| Local \| Res. \| Visitante \| Competición \| \| --- \| ------------------------ \| ----------------- \| -------------------- \| ---- \| --------------------- \| ------------------------------------------------- \| \| 1 \| 8 de septiembre de 1971 \| Hannover \| Alemania Federal \| 5:0 \| México \| Amistoso \| \| 2 \| 11 de septiembre de 1971 \| Casablanca \| Marruecos \| 2:1 \| México \| Amistoso \| \| 3 \| 18 de septiembre de 1971 \| Leipzig \| Alemania Democrática \| 1:1 \| México \| Amistoso \| \| 4 \| 22 de septiembre de 1971 \| Sarajevo \| Yugoslavia \| 4:0 \| México \| Amistoso \| \| 5 \| 25 de septiembre de 1971 \| Génova \| Italia \| 2:0 \| México \| Amistoso \| \| 6 \| 30 de septiembre de 1971 \| Salónica \| Grecia \| 0:1 \| México \| Amistoso \| \| 7 \| 6 de octubre de 1971 \| Hamilton \| Bermudas \| 0:2 \| México \| Clasificación para el Campeonato Concacaf de 1971 \| \| 8 \| 13 de octubre de 1971 \| Ciudad de México \| México \| 4:0 \| Bermudas \| Clasificación para el Campeonato Concacaf de 1971 \| \| 9 \| 21 de noviembre de 1971 \| San Fernando \| Haití \| 0:0 \| México \| Campeonato Concacaf de 1971 \| \| 10 \| 26 de noviembre de 1971 \| Puerto España \| Trinidad y Tobago \| 0:2 \| México \| Campeonato Concacaf de 1971 \| \| 11 \| 28 de noviembre de 1971 \| San Fernando \| Cuba \| 0:1 \| México \| Campeonato Concacaf de 1971 \| \| 12 \| 2 de diciembre de 1971 \| Puerto España \| México \| 1:0 \| Costa Rica \| Campeonato Concacaf de 1971 \| \| 13 \| 4 de diciembre de 1971 \| Puerto España \| México \| 2:1 \| Honduras \| Campeonato Concacaf de 1971 \| \| 14 \| 5 de abril de 1972 \| Ciudad de México \| México \| 2:1 \| Perú \| Amistoso \| \| 15 \| 6 de agosto de 1972 \| San José \| Costa Rica \| 1:0 \| México \| Amistoso \| \| 16 \| 9 de agosto de 1972 \| Lima \| Perú \| 3:2 \| México \| Amistoso \| \| 17 \| 15 de agosto de 1972 \| Santiago de Chile \| Chile \| 0:2 \| México \| Amistoso \| \| 18 \| 24 de agosto de 1972 \| Toronto \| Canadá \| 0:1 \| México \| Clasificación para el Campeonato Concacaf de 1973 \| \| 19 \| 3 de septiembre de 1972 \| Ciudad de México \| México \| 3:1 \| Estados Unidos \| Clasificación para el Campeonato Concacaf de 1973 \| \| 20 \| 6 de septiembre de 1972 \| Ciudad de México \| México \| 2:1 \| Canadá \| Clasificación para el Campeonato Concacaf de 1973 \| \| 21 \| 10 de septiembre de 1972 \| Los Angeles \| Estados Unidos \| 1:2 \| México \| Clasificación para el Campeonato Concacaf de 1973 \| \| 22 \| 12 de octubre de 1972 \| Ciudad de México \| México \| 3:1 \| Costa Rica \| Amistoso \| \| 23 \| 6 de febrero de 1973 \| Ciudad de México \| México \| 2:0 \| Argentina \| Amistoso \| \| 24 \| 8 de agosto de 1973 \| Monterrey \| México \| 1:2 \| Polonia \| Amistoso \| \| 25 \| 16 de octubre de 1973 \| Ciudad de México \| México \| 2:0 \| Estados Unidos \| Amistoso \| \| 26 \| 3 de diciembre de 1973 \| Puerto Príncipe \| Honduras \| 1:1 \| México \| Campeonato Concacaf de 1973 \| \| 27 \| 8 de diciembre de 1973 \| Puerto Príncipe \| México \| 8:0 \| Antillas Neerlandesas \| Campeonato Concacaf de 1973 \| \| 28 \| 14 de diciembre de 1973 \| Puerto Príncipe \| Trinidad y Tobago \| 4:0 \| México \| Campeonato Concacaf de 1973 \| \| 29 \| 18 de diciembre de 1973 \| Puerto Príncipe \| Haití \| 0:1 \| México \| Campeonato Concacaf de 1973 \| |                          |                   |                      |      |                       |                                                   |
| N.º | Fecha                    | Ciudad            | Local                | Res. | Visitante             | Competición                                       |
| 1 | 8 de septiembre de 1971  | Hannover          | Alemania Federal     | 5:0  | México                | Amistoso                                          |
| 2 | 11 de septiembre de 1971 | Casablanca        | Marruecos            | 2:1  | México                | Amistoso                                          |
| 3 | 18 de septiembre de 1971 | Leipzig           | Alemania Democrática | 1:1  | México                | Amistoso                                          |
| 4 | 22 de septiembre de 1971 | Sarajevo          | Yugoslavia           | 4:0  | México                | Amistoso                                          |
| 5 | 25 de septiembre de 1971 | Génova            | Italia               | 2:0  | México                | Amistoso                                          |
| 6 | 30 de septiembre de 1971 | Salónica          | Grecia               | 0:1  | México                | Amistoso                                          |
| 7 | 6 de octubre de 1971     | Hamilton          | Bermudas             | 0:2  | México                | Clasificación para el Campeonato Concacaf de 1971 |
| 8 | 13 de octubre de 1971    | Ciudad de México  | México               | 4:0  | Bermudas              | Clasificación para el Campeonato Concacaf de 1971 |
| 9 | 21 de noviembre de 1971  | San Fernando      | Haití                | 0:0  | México                | Campeonato Concacaf de 1971                       |
| 10 | 26 de noviembre de 1971  | Puerto España     | Trinidad y Tobago    | 0:2  | México                | Campeonato Concacaf de 1971                       |
| 11 | 28 de noviembre de 1971  | San Fernando      | Cuba                 | 0:1  | México                | Campeonato Concacaf de 1971                       |
| 12 | 2 de diciembre de 1971   | Puerto España     | México               | 1:0  | Costa Rica            | Campeonato Concacaf de 1971                       |
| 13 | 4 de diciembre de 1971   | Puerto España     | México               | 2:1  | Honduras              | Campeonato Concacaf de 1971                       |
| 14 | 5 de abril de 1972       | Ciudad de México  | México               | 2:1  | Perú                  | Amistoso                                          |
| 15 | 6 de agosto de 1972      | San José          | Costa Rica           | 1:0  | México                | Amistoso                                          |
| 16 | 9 de agosto de 1972      | Lima              | Perú                 | 3:2  | México                | Amistoso                                          |
| 17 | 15 de agosto de 1972     | Santiago de Chile | Chile                | 0:2  | México                | Amistoso                                          |
| 18 | 24 de agosto de 1972     | Toronto           | Canadá               | 0:1  | México                | Clasificación para el Campeonato Concacaf de 1973 |
| 19 | 3 de septiembre de 1972  | Ciudad de México  | México               | 3:1  | Estados Unidos        | Clasificación para el Campeonato Concacaf de 1973 |
| 20 | 6 de septiembre de 1972  | Ciudad de México  | México               | 2:1  | Canadá                | Clasificación para el Campeonato Concacaf de 1973 |
| 21 | 10 de septiembre de 1972 | Los Angeles       | Estados Unidos       | 1:2  | México                | Clasificación para el Campeonato Concacaf de 1973 |
| 22 | 12 de octubre de 1972    | Ciudad de México  | México               | 3:1  | Costa Rica            | Amistoso                                          |
| 23 | 6 de febrero de 1973     | Ciudad de México  | México               | 2:0  | Argentina             | Amistoso                                          |
| 24 | 8 de agosto de 1973      | Monterrey         | México               | 1:2  | Polonia               | Amistoso                                          |
| 25 | 16 de octubre de 1973    | Ciudad de México  | México               | 2:0  | Estados Unidos        | Amistoso                                          |
| 26 | 3 de diciembre de 1973   | Puerto Príncipe   | Honduras             | 1:1  | México                | Campeonato Concacaf de 1973                       |
| 27 | 8 de diciembre de 1973   | Puerto Príncipe   | México               | 8:0  | Antillas Neerlandesas | Campeonato Concacaf de 1973                       |
| 28 | 14 de diciembre de 1973  | Puerto Príncipe   | Trinidad y Tobago    | 4:0  | México                | Campeonato Concacaf de 1973                       |
| 29 | 18 de diciembre de 1973  | Puerto Príncipe   | Haití                | 0:1  | México                | Campeonato Concacaf de 1973                       |

## Palmarés

### Títulos nacionales
| Título               | Club | País   | Año     |
| -------------------- | ---- | ------ | ------- |
| Copa México          | UNAM | México | 1974-75 |
| Campeón de Campeones | UNAM | México | 1974-75 |
| Primera División     | UNAM | México | 1976-77 |

### Títulos internacionales
| Título                                | Equipo | Sede          | Año  |
| ------------------------------------- | ------ | ------------- | ---- |
| Campeonato de Naciones de la Concacaf | México | Puerto España | 1971 |